# Episodi di Perfect Hair Forever
Elenco degli episodi della serie televisiva animata Perfect Hair Forever.
La prima stagione, composta da 6 episodi, è stata trasmessa negli Stati Uniti dal 7 novembre 2004 al 25 dicembre 2005. La seconda stagione, composta da 1 episodio, è stata trasmessa il 1º aprile 2007. La terza stagione, intitolata Season Bald, composta da 2 episodi, è stata trasmessa il 1º aprile 2014. 
In Italia la serie è inedita.
| nº               | Codice di produzione | Titolo originale          | Prima TV USA     |
| Prima stagione   | Prima stagione       | Prima stagione            | Prima stagione   |
| ---------------- | -------------------- | ------------------------- | ---------------- |
| 1                | 101                  | Pilot                     | 7 novembre 2004  |
| 2                | 102                  | TiVo Your eBay            | 27 novembre 2005 |
| 3                | 103                  | Cat Snatch Fever          | 4 dicembre 2005  |
| 4                | 104                  | Happy Suck Day            | 11 dicembre 2005 |
| 5                | 106                  | Tusk                      | 18 dicembre 2005 |
| 6                | 105                  | Woke Up Drunk             | 25 dicembre 2005 |
| Seconda stagione |                      |                           |                  |
| 1                | 201                  | Return to Balding Victory | 1º aprile 2007   |
| Terza stagione   |                      |                           |                  |
| 1                | 301                  | Muscular Distraction - A  | 1º aprile 2014   |
| 2                | 302                  | Muscular Distraction - B  | 1º aprile 2014   |

## Pilot
- Titolo originale: Pilot / Perfect Hair Forever
- Diretto da: Dave Hughes (non accreditato)
- Scritto da: Matt Harrigan, Mike Lazzo e Matt Maiellaro

### Trama
A causa della sua calvizie prematura, Gerald si rivolge al suo maestro Uncle Grandfather, che lo introduce al suo viaggio verso Tuna Mountain per contrastare il malvaggio Coiffio. Uncle Grandfather gli affida in dono il suo primo aiutante Action Hot Dog, un hot dog fluttuante dal linguaggio incomprensibile, ordinando Gerald e un'altra allieva di nome Brenda a cimentarsi in un combattimento con le spade. Brenda taglia accidentalmente l'orecchio del ragazzo e Uncle Grandfather, affermando di essere "imbarazzante" per la sua famiglia, bandisce il ragazzo fino a quando non riuscirà nella sua missione. Gerald raggiunge quindi una foresta dove incontra Cat Man. Successivamente cerca di scappare da un orso che ha attaccato Space Ghost. Nel frattempo, tramite uno schermo al polso, Coiffio tenta di ordinare Cat Man di trovare Gerald, chiedendo successivamente parere della cosa al suo servo Model Robot. Coiffio introduce quindi il suo agente segreto, l'Albero dalla Commedia Inappropriata, il quale verrà usato poi dal ragazzo per salvarsi dall'orso. 
- Musiche: Love Theme di Eddie Horst.
- Altri interpreti: Andy Merrill (Jenny).
- Note: I crediti finali, che ripercorrono i filmati di un clown gonfiabile, sono stati convertiti col font Wingdings.

## TiVo Your eBay
- Titolo originale: TiVo Your eBay
- Diretto da: Dave Hughes (non accreditato)
- Scritto da: Matt Harrigan, Mike Lazzo e Matt Maiellaro

### Trama
Gerald parte per il suo viaggio attraverso la foresta e incontra nuovamente Action Hot Dog decidendo di seguirlo, lasciandosi dietro l'Albero dalla Commedia Inappropriata. A galoppo sopra Brenda, Uncle Grandfather viene interrotto da Young Man con una comunicazione del ministero di pianificazione riportante una recente tragedia. Dopo un malinteso tra i due, Uncle Grandfather, intento nel guardare un giornale pornografico, comanda Young Man di combattere contro Brenda per tre minuti. Nel frattempo, Gerald e Action Hot Dog decidono di accamparsi per la notte. Coiffio avvisa Cat Man di attaccare Gerald intento nel suo viaggio verso Tuna Mountain, tuttavia Cat Man afferma di essere in ritardo da lavoro. Con la sottomissione di Brenda, Uncle Grandfather affida a Young Man la "collana dell'hamburger", inviandolo ad assistere Gerald nella sua ricerca. Young Man viene quindi accompagnato dal suo gruppo di animali, insieme all'orso Felix, sopra una berlina rossa. Durante la notte, Gerald incontra un'entità di fuoco chiamata Rod, il "Dio Anime". Rod si congratula con Gerald per aver intrapreso il suo viaggio, avvisandolo di fare attenzione a Coiffio, e teletrasporta il ragazzo davanti al minimarket dove incontrano Cat Man alla cassa. Intento a chiamare quest'ultimo, Coiffio comanda a Model Robot di trasformarsi in un telefono, tuttavia il robot parte in un lentissimo procedimento di trasformazione. Gerald e Action Hot Dog continuano quindi il loro viaggio verso Tuna Mountain, seguiti dall'Albero dalla Commedia Inappropriata. 
- Musiche: Beware the Wolf di Brendon Small.

## Cat Snatch Fever
- Titolo originale: Cat Snatch Fever

Norman Douglas, Gerlad e Action Hotdog incontrano Terry/Twisty nella foresta

- Diretto da: Dave Hughes (non accreditato)
- Scritto da: Matt Harrigan, Mike Lazzo e Matt Maiellaro

### Trama
Davanti a Tuna Mountain, Gerald e Action Hot Dog vengono raggiunti da Inappropriate Comedy Tree, il quale rivela il suo vero nome Norman Douglas. Dopo aver raccontato la sua storia del perché ha lasciato Coiffio e di quanto ama i suoi nuovi jeans, l'albero decide di unirsi ai due nella loro ricerca; tuttavia, proprio mentre stavano per continuare il loro viaggio, vengono colpiti da un tornado anomalo. Nel frattempo Coiffio sta osservando il tutto dalla sua nave aerospaziale e ordina Astronomicat di attaccare Gerald e Model Robot di trasformarsi in un morbido accappatoio per poter guidare la nave verso la tana di Cat Man. Mentre Uncle Grandfather osserva il tornado avvicinarsi a Gerald, Rod appare improvvisamente davanti a lui. Dopo un breve e inutile scambio di parole, Rod dice ad Uncle Grandfather che Gerald e gli altri sono ancora vivi. Uncle Grandfather zittisce Rod e chiama un panino per hot dog per intrappolarlo. Rod scompare e Uncle Grandfather manda il panino a cercare Gerald per portargli un messaggio importante. Quindi chiama Brenda, proclamando di avere notizie della massima importanza, ma lascia cadere delle monete per terra. Mentre Brenda le raccoglie, Uncle Grandfather è intento a guardarla nel lato B, mentre mangia una banana. Nel frattempo, il tornado si rivela essere una creatura amichevole, anche se un po' instabile. Si presenta inizialmente come Terry, ma quando Norman Douglas comincia a parlare a vanvera, i suoi occhi diventano rossi e si fa chiamare Twisty. Arrivato nel covo di Cat Man con l'aiuto di Model Robot, Coiffio avvisa Cat Man dell'arrivo di Terry nel gruppo di Gerald. Nel frattempo, Young Man inizia a discutere con i suoi animali sopra l'utilitaria rossa, ma più avanti cadono in una grande fossa. Mentre sono in cammino per Tuna Mountain, Gerald, mentre cammina, sente delle voci indistinte dalla parte dell'orecchio precedentemente tagliato da Brenda. La scena si sposta su Brenda che, in una stanza buia, sta sussurrando in giapponese all'orecchio tagliato di Gerald.  Uncle Grandfather irrompe nella stanza, accompagnato da due poliziotti non identificati, e dice che Brenda ha causato l'inizio delle Guerre di Cat-Bun. L'ultima scena mostra due eserciti convergenti l'uno sull'altro, pronti a combattere per ragioni sconosciute.
- Musiche: Hair-cat ('Cause the wolf is a cat!) dei Melt-Banana.
- Altri interpreti: Kako Watanabe (ragazze giapponesi).
- Note: Dopo i titoli di coda, Coiffio suona una piccola melodia che sembra voler parodiare il noto cantante Bob Dylan.

## Happy Suck Day
- Titolo originale: Happy Suck Day / Happy Suck Day To Me
- Diretto da: Dave Hughes (non accreditato)
- Scritto da: Matt Harrigan, Mike Lazzo e Matt Maiellaro

### Trama
L'episodio inizia con la guerre di Cat-Bun in corso. The Young Man e suoi animali sentono la battaglia dal fosso, che si trova nel mezzo del campo di battaglia. The Young Man tenta di utilizzare la collana di hamburger, che era stata rubato da Astronomic Cat. La sequenza di apertura mostra le versioni neon colorate di tutti i personaggi che volano nel buio, con Gerald che continua costantemente a camminare. Space Cat prende la collana e la mano di Young Man a Coiffio, che chiede subito dopo il Model Robot, per trasformarlo in una bomba atomica. Model Robot lo fa, esplode, e invia Coiffio nello spazio. Poi canta una canzone che parla di Model Robot. Coiffio ritorna alla nave, dove Rod cerca di comprare la sua casa da lui. Al negozio di alimentari dove lavora Catman, Catman vende un 12-pack di birra ad un bambino. Coiffio vola con il paracadute verso la parte anteriore del negozio, dove sarà investito dal bambino e sparato da Catman. Il bambino spinge nel fosso The Young Man e gli animali. Lo zio nonno cerca nel frattempo di fare un videotape con un aspirapolvere che ha un rapporto sessuale con una torta, ma preferisce porre fine alle guerre Cat-Bun. Lo fa chiedendo ai leader dei gatti e dei panini a firmare un trattato di pace. L'episodio si conclude con The Young Man, ancora bloccato nel fosso con gli animali e il bambino ubriaco. Lo zio nonno sta registrando il suo porno con l'aspirapolvere e la torta, ma viene improvvisamente tenuto sotto tiro da un parlamentare. I titoli di coda vedono neon Gerald camminare in lontananza.
- Musiche: Danger Doom.

## Tusk
- Titolo originale: Tusk
- Diretto da: Dave Hughes (non accreditato)
- Scritto da: Matt Harrigan, Mike Lazzo e Matt Maiellaro

### Trama
Twisty e Norman Douglas entrano in una lotta con coltello, mentre Gerald e Hotdog se ne vanno senza di loro. Gerald si imbatte in Catman nella sua roulotte nella foresta. Coiffio poi gli presenta una moto di grandi dimensioni i cui raggi sono fatti di hot dog, e sfida Gerald ad una corsa fino alla morte. In cambio Coiffio accetterà di vendere la sua casa per lui, mentre Gerald accetta di acquistare i biglietti per un viaggio di Rod. Rod trasporta magicamente i due (insieme con la maggior parte degli altri personaggi) su una pista, dove panini e gatti riempiono gli stand e The Young Man e la giraffa forniscono i commenti dalla cabina. Catman rilascia un alligatore in pista per attaccare Gerald, ma invece si dirige da Coiffio. Astronomic Cat solleva il coccodrillo di Coiffio e lo mette sopra Gerald, ma Hotdog si trasforma in un "wienercycle" e salva Gerald dal duello con l'alligatore. Gerald sembra avere il vantaggio quando i capelli di Coiffio cadono, rivelando che in realtà era un parrucchino, abbandonando subito dopo la gara.
- Musiche: Widespread Panic.
- Note: Secondo l'ordine di produzione, questo è l'ultimo episodio prodotto per la prima stagione, successivo a Woke Up Drunk[4][5][6].

## Woke Up Drunk
- Titolo originale: Woke Up Drunk
- Diretto da: Dave Hughes (non accreditato)
- Scritto da: Matt Harrigan, Mike Lazzo e Matt Maiellaro

### Trama
Durante una parodia sugli spettacoli di varietà e sulle classiche sitcom americane degli anni 50, Gerald e i suoi compagni si avvicinano sempre di più al Tuna Mountain. Tra un segmento e l'altro (in una scena l'orso Felix lotta con uno squalo), la scena passa ad una conferenza di dirigenti della televisione aziendale, preoccupati per i pochi ascolti di "Japanese Bear Dad" (l'orso che insegue Space Ghost nell'episodio pilota). I dirigenti vengono bruscamente interrotti da uno Space Ghost ubriaco in cerca di lavoro (in riferimento alla vicina cancellazione del suo talk show Space Ghost Coast to Coast). Mentre Gerald e i suoi compagni continuano a camminare verso Tuna Mountain, tre poliziotti militari vengono visti a letto, apparentemente intenti in un rapporto sessuale, anche se nessuno di loro si muove; infatti restano nella loro solita posizione sull'attenti e incolpano gli standard che non gli permettono di spingersi a vicenda. 
- Musiche: Diplo e Space Ho's dei Danger Doom.
- Altri interpreti: Jim Rich (dirigente televisivo), Charlsey Adkins (Madre di Gerald nella sitcom), Craig Hartin (dirigente televisivo), Ned Hastings (nativo americano anziano), Barry Mills (nativo americano giovane).

## Return to Balding Victory
- Titolo originale: Return to Balding Victory
- Diretto da: Dave Hughes (non accreditato)
- Scritto da: Matt Harrigan, Mike Lazzo e Matt Maiellaro

### Trama
Dopo la gara motociclistica dell'episodio Tusk, Gerald si risveglia dopo essere caduto dalla sua moto e, insieme ai suoi amici, continua il viaggio per Tuna Mountain, ma vengono colpiti da un grande maremoto senziente di nome Wetsy che inonda tutta la foresta. Nel frattempo, Rod compra la casa di Coffio ma poco dopo essere stati colpiti da Wetsy, Rod dice di non avere un'assicurazione contro le inondazioni e quindi è costretto a trasferirsi insieme a Coffio. 
- Musiche: Melt-Banana, Widespread Panic.

## Muscular Distraction - A
- Titolo originale: Muscular Distraction - A
- Diretto da: Matt Harrigan e Dave Hughes
- Scritto da: Matt Harrigan, Mike Lazzo e Matt Maiellaro

### Trama
Uncle Grandfather riepiloga la storia dell'avventura di Gerald, mentre cerca di allenare quello che, secondo lui, è il suo "terzo muscolo". Nel frattempo, Gerald e Action Hotdog, arrivati ai piedi di Tuna Mountain, si rendono conto che hanno raggiunto il culmine della loro ricerca e proprio mentre stanno per fare i primi passi nella strada che conduce alla montagna, l'intera montagna esplode per qualche strana ragione a causa di Uncle Grandfather. Dopo la rivelazione di ciò da parte di Uncle Grandfather, lui si mette a ridere follemente e inizia a distruggere finestre e irrompere dai finestrini delle auto. Le autorità arrivano a casa di Uncle Grandfather e chiedono di entrare. Lui rifiuta, ma quando gli stessi tre poliziotti gli dicono che sono dei riparatori di cavi, Uncle Grandfather li fa entrare. Uncle Grandfather attacca, per qualche strana ragione, l'estremità del cavo al suo inguine e l'altra estremità ad una torta e mentre i poliziotti lo osservano, squilla il telefono. Al telefono, Coiffio parla con Uncle Grandfather di 481$ che Coiffio deve usare per pagare l'affitto di casa sua. Mentre Gerald riflette sulla vita, Young Man entra nell'ufficio di Gerald e gli dice che si sta preparando per il suo matrimonio con Brenda. Inoltre chiede a Gerald di assicurarsi che la stanza sia pronta e perfetta per il matrimonio. A casa sua, Coiffio costruisce un grosso robot di cartone insieme al suo gatto, Space Cat. Il gatto vola via e Coiffio spiega che tra 15 o 20 anni il suo esercito di robot di cartone lo aiuterà a uscire dalla sua casa. Nel frattempo, Catman batte alla porta di una casa che sembra essere in fiamme. Mentre spiega che è lì da circa 8 anni, la porta del garage si apre ed esce Rod. Catman spiega che ci sono stati dei reclami da parte dei vicini a causa di tutto il fumo che sta uscendo dalla casa. Rod spiega che è un'entità fatta di fuoco e che perciò non può rimediare al problema. Più tardi, Rod cerca di attirare Catman nel suo garage con una cannetta per gatti. Young Man e Gerald sono ancora nell'ufficio di Gerald. Quando Young Man gira la testa, Gerald scopre che l'orecchio, che aveva perso nell'episodio pilota, è attaccato alla testa di Young Man. Gerald racconta la storia di come ha perso l'orecchio in una battaglia con Brenda. Young Man dice che Gerald ha sbagliato tutto e che Brenda si chiama in realtà Margret. Più tardi, Young Man gli dice che ha bisogno di una sala da ballo allestita con torte nuziali, poiché questo è il nuovo lavoro di Gerald. L'impianto antincendio si attiva e l'acqua inizia a scendere dal soffitto dell'ufficio. Mentre l'acqua sale, Gerald dice di ricordarsi una canzone, così salta dentro un secchio dello straccio e inizia a cantare. In seguito si scopre che il supereroe Space Ghost sta guardando l'episodio in questione in televisione. Gerald è in cucina, dove scopre che Sherman ha mangiato tutto il cibo del matrimonio. La giraffa ha ancora fame e decide di mangiarsi la sua collana con raffigurato un hamburger. In seguito si scopre che se Gerald avesse dato la collana a Brenda, lei si sarebbe innamorata di lui e l'amore tra i due avrebbe impedito, per qualche strano motivo, tutte le guerre future di Cat-Bun. L'ora del matrimonio è arrivata. Rod è vestito in abito cerimoniale e sarà lui ad ufficializzare il matrimonio. Gerald fa alcuni annunci, cercando di tenere lontane le persone dagli antipasti, dai palloncini velenosi e dallo stesso sposo. Brenda inizia la sua passeggiata lungo il corridoio insieme ad Uncle Gradfather, il quale scivola sotto le sue gambe. Mentre Brenda tiene in mano un vassoio di hamburger e Rod commenta quanto sia confuso dalla cerimonia, si sente uno sparo improvviso e lo schermo diventa nero. L'episodio finisce con Action Hotdog che suona il pianoforte durante i titoli di coda e i robot di cartone di Coiffio che invadono Tunaminium.
- Ascolti USA: telespettatori 1.463.000 – rating/share 18-49 anni[7].
- Musiche: Love Theme di Eddie Horst.

## Muscular Distraction - B
- Titolo originale: Muscular Distraction - B
- Diretto da: Matt Harrigan e Dave Hughes
- Scritto da: Matt Harrigan, Mike Lazzo e Matt Maiellaro

### Trama
L'episodio e pressoché identico a Muscular Distraction - A. L'unica differenza è che alla fine dell'episodio ci sono i commenti di alcuni personaggi di Perfect Hair Forever e di Space Ghost Coast to Coast. Tra i personaggi di quest'ultima serie appare Zorak che è stato interpretato, per l'ultima volta, da C. Martin Croker prima della sua morte.
- Ascolti USA: telespettatori 1.274.000 – rating/share 18-49 anni[7].
- Musiche: Love Theme di Eddie Horst.